# Lispocephala hamifera
Lispocephala hamifera är en tvåvingeart som beskrevs av Hardy 1981. Lispocephala hamifera ingår i släktet Lispocephala och familjen husflugor. Inga underarter finns listade i Catalogue of Life.